# Elecciones parlamentarias de Hungría de 1990
Las elecciones parlamentarias de Hungría de 1990 tuvieron lugar entre el 25 de marzo y el 8 de abril del mencionado año, con el objetivo de elegir a los 386 miembros de la Asamblea Nacional. Los comicios tuvieron un carácter histórico, al constituir las primeras elecciones libres que se realizaban en Hungría después de la caída del régimen comunista a finales de 1989. Fueron los primeros comicios multipartidistas de Hungría desde 1947 y, en general, las segundas elecciones nacionales completamente democráticas que se realizaban en dicho país en toda su historia.
El sistema electoral utilizado en las elecciones era una mezcla mixta entre representación proporcional por listas y escrutinio mayoritario uninominal, además de utilizar el sistema de segunda vuelta electoral en las circunscripciones de un candidato. El resultado fue una victoria para el partido centroderechista y nacionalista Foro Democrático de Hungría (MDF), liderado por József Antall, que recibió tan solo el 24.72% de los votos pero 164 de los 386 escaños en disputa, superando por escaso margen a la Alianza de los Demócratas Libres (SZDSZ), de tendencia más liberal, que obtuvo el 21.40% y 93 bancas.
El Partido Independiente Cívico de los Pequeños Propietarios y de los Trabajadores Agrarios (FKgP), gobernante durante el breve interludio entre la guerra y el régimen comunista, logró posicionarse en tercer lugar con el 11.74% de los sufragios y 44 escaños. Por su parte, el Partido Socialista Húngaro (MSZP), sucesor del Partido Socialista Obrero Húngaro (MSZMP), antiguo partido único, sufrió una aplastante derrota y obtuvo 33 escaños, posicionándose en cuarto lugar. En quinto lugar quedó la Alianza de Jóvenes Demócratas (FIDESZ), con el 8.95% de los votos y 22 escaños. El Partido Popular Demócrata Cristiano (KDNP) quedó sexto con el 6.46% y 21 escaños, y en último lugar la Alianza Agraria obtuvo dos diputados por distrito uninominal.
Antall, el líder del MDF, formó una coalición con el FKgP y el KDNP, convirtiéndose en el primer gobernante húngaro democráticamente electo en más de cuatro décadas.

## Contexto

### Antecedentes
La transición de Hungría a una democracia de estilo occidental fue una de las más suaves del antiguo bloque soviético. A fines de 1988, los activistas dentro del partido y la burocracia e intelectuales en Budapest estaban aumentando la presión para el cambio. Algunos de ellos se convirtieron en socialdemócratas reformistas, mientras que otros comenzaron movimientos que se convertirían en partidos. Los jóvenes liberales formaron la Alianza de Jóvenes Demócratas (FIDESZ); un núcleo de la llamada Oposición Democrática formó la Alianza de los Demócratas Libres (SZDSZ), y la oposición nacional estableció el Foro Democrático de Hungría (MDF).
Entre la oposición organizada, una mesa de conversaciones comenzó en marzo de 1989, una serie de discusiones formalizadas, ordenadas y altamente legalistas, inspiradas en el modelo polaco. En ese momento, el viejo líder János Kádár había sido removido del poder hacía casi un año, y el Comité Central del gobierno comunista admitió la necesidad de un sistema multipartidista, con varios grupos como FIDESZ y la SZDSZ emergiendo entre la población. Las manifestaciones masivas del 15 de marzo, el Día Nacional, persuadieron al régimen para comenzar las negociaciones con las fuerzas políticas emergentes no comunistas. Una semana después, estos nuevos movimientos, a iniciativa del Foro de Abogados Independientes, formaron la Mesa Redonda de la Oposición (Ellenzéki Kerekasztal, EKA), diseñada para evitar que los comunistas intenten mantener el poder dividiendo la oposición y estableciendo algún grado. de unidad frente a la propia agenda de reforma del régimen. La mesa estaba compuesta por un pequeño número de organizaciones de élite, cuyos vínculos de base estaban poco desarrollados y cuya existencia misma se derivaba en parte de la colaboración de los principales reformadores comunistas. Específicamente, involucró a SZDSZ, FIDESZ, el Foro Democrático de Hungría (MDF), la Partido Independiente Cívico de los Pequeños Propietarios y de los Trabajadores Agrarios (FKgP), el Partido Popular Húngaro (MNP), la Sociedad Endre Bajcsy-Zsilinszky y el Sindicato Democrático de Trabajadores Científicos. En una etapa posterior, se invitó a la Confederación Democrática de Sindicatos Libres y al Partido Popular Demócrata Cristiano (KNDP).
En octubre de 1989, el gobernante Partido Socialista Obrero Húngaro (MSZMP) convocó su último congreso y se restableció a sí mismo como el Partido Socialista Húngaro (MSZP), que se tildaba a sí mismo como un partido socialdemócrata de estilo europeo occidental. En una sesión histórica del 16 de octubre al 20 de octubre, el parlamento adoptó una legislación que preveía elecciones parlamentarias pluripartidistas y elecciones presidenciales directas. La legislación cambió el nombre oficial de Hungría de la República Popular de Hungría a simplemente Hungría, garantizó los derechos humanos y civiles, y creó una estructura institucional que aseguró la separación de poderes entre judicial, legislativo y ejecutivo del gobierno.

### Organización del sistema electoral
Se llegó a un acuerdo que incluía seis proyectos de ley que abarcaban la reforma de la Constitución, el establecimiento de un Tribunal Constitucional, el funcionamiento y la gestión de los partidos políticos, elecciones multipartidarias para diputados de la Asamblea Nacional, el código penal y la ley de procedimientos penales (los dos últimos los cambios representaban una separación adicional del Partido del aparato estatal). El sistema electoral formaba parte del compromiso: aproximadamente la mitad de los diputados serían elegidos proporcionalmente y la otra mitad por el sistema mayoritario. También se acordó una presidencia débil, pero no se llegó a un consenso sobre quién debería elegir al presidente (el parlamento o el pueblo) y cuándo debería celebrarse su elección (antes o después de las elecciones parlamentarias). Inicialmente, la oposición se unió para desear que el presidente fuera elegido por el parlamento después de nuevas elecciones para asegurar la supremacía parlamentaria y minimizar el poder de MSzMP. Luego, frente a las concesiones comunistas, la oposición relativamente débil se dividió, ya que al menos tres grupos moderados (incluyendo KNDP y MDF) firmaron los acuerdos y reconocieron implícitamente a Imre Pozsgay como presidente, mientras que Fidesz y la SzDSz rechazaron hacerlo.

### Campaña y realización
La campaña comenzó esencialmente cuando salió a la luz la oportunidad de celebrar elecciones libres. Todos los partidos participantes, exceptuando pequeños grupos de izquierda, hicieron hincapié en la necesidad de realizar un cambio profundo en las políticas nacionales. Incluso el Partido Socialista Húngaro (MSZ, sucesor del antiguo partido único, rechazó utilizar los recursos estatales para la campaña. Doce partidos presentaron una lista nacional. A diferencia de los comicios "semilibres" que se realizaron en Polonia en junio de 1989 para garantizar la transición, en Hungría los comicios de 1990 fueron considerados absolutamente limpios.

## Ley electoral
La discusión sobre la ley electoral se centraba en torno a 2 temas: la forma de elección de los escaños, se discutia entre la representación proporcional por listas y el escrutinio uninominal, y el porcentaje de los escaños totales que debía ocupar cada tipo de representación, y aquí los diferentes partidos tenían intereses contrapuestos: mientras el MSZP confiaba en la popularidad de sus candidatos y apostaba por un sistema casi exclusivamente uninominal, los partidos nuevos, cuyos miembros eran perfectos desconocidos entre la población, deseaban el mayor espacio posible para la representación proporcional. El acuerdo al que llegó la mesa negociadora repartía a partes iguales ambos tipos de representación, con 152 escaños para cada parte -listas de partidos y candidatos individuales-, pero fue modificado a su paso por el Parlamento para dar mayor peso a la representación individual. 
- El número de escaños asignados a cada provincia es perfectamente proporcional al peso de su población en la del país. Como media hay un diputado por cada 26 000 habitantes.
- Para ser nombrado candidato en uno de los 176 distritos individuales es necesario recoger al menos 750 firmas de apoyo dentro de ese distrito. Cada persona con derecho a voto recibe una «cédula» preelectoral que sólo puede entregar a un candidato a modo de apoyo.
- El país se divide en 20 provincias que constituyen los distritos electorales para las listas de partidos. Para que un partido presente una lista en la provincia debe previamente conseguir candidatos individuales en al menos en el 25% de los distritos individuales de esa provincia.
- Los partidos que consiguen presentar candidatos en al menos siete provincias pueden designar candidatos también para la Lista Nacional. Esta lista no se vota sino que se utiliza posteriormente para repartir proporcionalmente el llamado «voto sobrante», es decir, el que no ha sido suficiente para lograr un diputado. Se suman todos los «votos sobrantes» de partidos y se reparten proporcionalmente entre ellos los 58 escaños reservados a la Lista Nacional. Para obtener escaños de esta forma es necesario haber superado la barrera del 4% del total nacional de los votos emitidos.
- La misma persona puede ser candidato en los tres distritos el local, el provincial, y el nacional. (Todas las principales figuras de los partidos se presentan en esta Lista además de las otras dos, puesto que el sistema asegura a los primeros nombres de esta lista las mayores probabilidades de resultar designado).
- Para obtener representación en el Parlamento, un partido necesita el 4% de los votos nacionales emitidos. Esto no se aplica, lógicamente, a los candidatos de los distritos individuales, que consiguen su escaño no como miembros de los partidos sino como representantes personales.
- La votación es válida en la primera vuelta si la participación es al menos del 50% y si en los distritos individuales algún candidato obtiene más del 50% de los votos emitidos. Los candidatos que se presentan a la segunda vuelta en los distritos individuales son los que consiguieron más del 15% de los votos, o bien, si no hay al menos dos en esta situación, se presentan los tres más votados. En la segunda vuelta basta con una participación del 25%.
- En los 176 distritos individuales resulta elegido el candidato que obtenga más votos. En caso de empate en la segunda vuelta, se repetirán las elecciones en el distrito. No se trata de una tercera vuelta sino de una repetición de todo el proceso.
- En los 20 distritos provinciales, la asignación de diputados a cada lista de partido se realiza con una distribución proporcional siguiendo una variante del método Droop.[12]

## Resultados
|  | 24.72 % |

|  | 23.93 % |

|  | 21.40 % |

|  | 21.84 % |

|  | 11.74 % |

|  | 10.67 % |

|  | 10.89 % |

|  | 10.18 % |

|  | 8.95 % |

|  | 4.75 % |

|  | 6.46 % |

|  | 5.80 % |

|  | 3.14 % |

|  | 2.81 % |

|  | 12.70 % |

|  | 13.11 % |

|  | 6.91 % |

|  | 96.61 % |

|  | 98.10 % |

|  | 3.39 % |

|  | 1.90 % |

|  | 100.00 % |

|  | 100.00 % |

|  | 65.16 % |

|  | 64.63 % |